# اولس
اولس (به لهستانی:  Auls) یک روستا در لهستان است که در گمینا کوژنگتسا واقع شده‌است.